# 松本かおり
松本 かおり（まつもと かおり、5月15日 - ）は、日本の漫画家。福岡県出身。血液型AB型。デビュー作は『AURORA ROAD』。

## 作品リスト
全て集英社、マーガレットコミックスから刊行されている。
- 彼が彼女を作らない理由（2013年5月24日発売[2]、ISBN 978-4-08-845050-6）
  - 彼が彼女を作らない理由（『別冊マーガレット』2013年2月号別冊ふろく『bianca』2 1/2号）
  - アイマイミー（『別冊マーガレット』2013年4月号 - 5月号別冊ふろく『別マTWO』Vol.9 - Vol.10）
  - ボーダーライン（『別冊マーガレット』2012年11月号別冊ふろく『別マTWO』Vol.5）
  - 雨天決行（『別冊マーガレット』2012年7月号別冊ふろく『別マTWO』Vol.2）
  - far away（『別冊マーガレットsister』2011年11月増刊号）
- 初恋ロリポップ[注 1]（2014年3月25日発売[3]、『別冊マーガレット』2013年11月号 - 2014年2月号、ISBN 978-4-08-845184-8、全1巻）
  - 三日月ロック[4]（『別冊マーガレットsister』2013年7月増刊号）
  - 初恋ロリポップ 番外編 〜笠原くんの友情〜（描き下ろし）
- ボーイフレンドの条件（2015年4月24日発売[5]、『別冊マーガレット』2014年6月号別冊ふろく『moi!』Vol.4 - 7月号別冊ふろく『moi!』Vol.5、ISBN 978-4-08-845383-5、全1巻）
  - あんなちゃんの罠（『別冊マーガレットsister』2014年4月増刊号）
  - いろはにあいを[6]（『別冊マーガレット』2013年9月号）
- 放課後メランコリー（2018年11月22日発売[7][8]、『別冊マーガレット』2017年9月号別冊ふろく『別冊マーガレットsister』vol.1[9] - 『別冊マーガレット』2017年12月号別冊ふろく『別冊マーガレットsister』vol.4、ISBN 978-4-08-844126-9、全1巻）

### 単行本未収録作品
- AURORA ROAD（『別冊マーガレット』2005年10月号、デビュー作）
- Dream Girl（『ザ マーガレット』2008年1月号）
- don't stop the MUSIC!!（『ザ マーガレット』2008年10月号）
- Smile on me!（『ザ マーガレット』2010年7月号）
- 秘密弾丸ライナー（『別冊マーガレットsister』2011年9月増刊号）
- ミラクルコーヒー（『ザ マーガレット』2012年2月号）
- 愛を掴みとれ!!（『ザ マーガレット』2012年4月号）
- キャンディ（『別冊マーガレット』2013年7月号別冊ふろく『別マTWO』Vol.12）
- 緑くんは純情[注 2]（『別冊マーガレット』2015年6月号[10] - 2015年9月号[11]）
- 明日のことは分からない[12]（『別冊マーガレットsister』2015年12月増刊号 秋フェス03）
- ワンダーワンダー[13]（『別冊マーガレット』2016年7月号）
- 鹿の子高校オシャレ倶楽部（『ザ マーガレット』2018年10月号）
- 宇佐美さんと亀井くん（『ザ マーガレット』2019年8月号[14] - 2020年2月号）